# Marion Zinderstein
Marion Hall Zinderstein, de casada Marion Jessup (Allentown, Pennsilvània, Estats Units, 6 de maig de 1896 − Litchfield County, Connecticut, Estats Units, 6 de maig de 1980) fou una tennista estatunidenca. Durant la seva carrera esportiva guanyà una medalla de plata en la prova de dobles mixtos dels Jocs Olímpics d'estiu de 1924, formant parella amb Vincent Richards, així com cinc edicions de l'U.S. National Championships, quatre en dobles i una en dobles mixts, entre les edicions de 1918 i 1922.
El 1976 fou inclosa al Delaware Sports Museum and Hall of Fame.

## Torneigs de Grand Slam

### Individual: 2 (0−2)
| Resultat  | Núm. | Any  | Campionat                       | Oponent a la final | Marcador |
| --------- | ---- | ---- | ------------------------------- | ------------------ | -------- |
| Finalista | 1.   | 1919 | U.S. National Championships     | Hazel Hotchkiss    | 1−6, 2−6 |
| Finalista | 2.   | 1920 | U.S. National Championships (2) | Molla Mallory      | 3−6, 1−6 |

### Dobles: 5 (4−1)
| Resultat   | Núm. | Any  | Campionat                       | Parella      | Oponents a la final            | Marcador      |
| ---------- | ---- | ---- | ------------------------------- | ------------ | ------------------------------ | ------------- |
| Guanyadora | 1.   | 1918 | U.S. National Championships     | Eleanor Goss | Molla Mallory Anna Rogge       | 7−5, 8−6      |
| Guanyadora | 2.   | 1919 | U.S. National Championships (2) | Eleanor Goss | Eleonora Sears Hazel Hotchkiss | 10−8, 9−7     |
| Guanyadora | 3.   | 1920 | U.S. National Championships (3) | Eleanor Goss | Eleanor Tennant Helen Baker    | 6−3, 6−1      |
| Guanyadora | 4.   | 1922 | U.S. National Championships (4) | Helen Wills  | Molla Mallory Edith Sigourney  | 6−4, 7−9, 6−3 |
| Finalista  | 1.   | 1924 | U.S. National Championships     | Eleanor Goss | Helen Wills Hazel Hotchkiss    | 4−6, 3−6      |

### Dobles mixts: 1 (1−0)
| Resultat   | Núm. | Any  | Campionat                   | Parella          | Oponents a la final         | Marcador       |
| ---------- | ---- | ---- | --------------------------- | ---------------- | --------------------------- | -------------- |
| Guanyadora | 1.   | 1919 | U.S. National Championships | Vincent Richards | Florence Ballin Bill Tilden | 2−6, 11−9, 6−2 |

## Jocs Olímpics

### Dobles mixts
| Any  | Campionat                    | Parella          | Oponents                              | Resultat |
| ---- | ---------------------------- | ---------------- | ------------------------------------- | -------- |
| 1924 | Jocs Olímpics, París, França | Vincent Richards | Hazel H. Wightman Richard N. Williams | 2−6, 3−6 |